# Sede titolare di Lindisfarna
Lindisfarna (in latino: Lindisfarnensis) è una sede titolare della Chiesa cattolica.

## Storia
Dal 1969 l'antica diocesi monastica anglosassone di Lindisfarne è annoverata tra le sedi vescovili titolari della Chiesa cattolica con il nome di Lindisfarna; dal 1º febbraio 2020 l'arcivescovo, titolo personale, titolare è Michael Francis Crotty, nunzio apostolico in Nigeria.

## Cronotassi dei vescovi titolari
- Victor Guazzelli † (24 aprile 1970 - 1º giugno 2004 deceduto)
- John Stanley Kenneth Arnold (6 dicembre 2005 - 30 settembre 2014 nominato vescovo di Salford)
- John Wilson (24 novembre 2015 - 10 giugno 2019 nominato arcivescovo di Southwark)
- Michael Francis Crotty, dal 1º febbraio 2020